# Otter Rock
Otter Rock är en kulle i Antarktis. Den ligger i Västantarktis. Argentina, Chile och Storbritannien gör anspråk på området.
Terrängen runt Otter Rock är huvudsakligen kuperad, men den allra närmaste omgivningen är varierad. Trakten är obefolkad. Det finns inga samhällen i närheten.